# Здание уездного училища (Новокузнецк)
Зда́ние уе́здного учи́лища (Кузне́цкое уе́здное учи́лище) — двухэтажное каменное здание, располагающееся в историческом центре города Новокузнецка Кемеровской области по адресу: ул. Народная, 7а, памятник архитектуры 1-й трети XIX века регионального значения. Построенное в 1815 году по заказу купцов Лавыгиных, здание, в 1837 году приобретённое для Кузнецкого уездного училища, претерпело ряд изменений и окончательно сформировало свой облик в 60-80-е годы XIX века.
В настоящее время в здании открыт филиал Новокузнецкого краеведческого музея.

## История
Здание было построено в 1815 году бригадой каменщиков из Иркутска как частный дом по заказу купцов Лавыгиных (Ловыгиных) на одной из центральных улиц старого Кузнецка, Береговой (ныне Народной). Вскоре, не успев отделать полностью второй этаж, семейство Лавыгиных съехало по причине, как гласит легенда, возникновения в доме по ночам различных звуков, отнесённых хозяином на проделки  «кикиморы», которую подрядчик, не поладив с ним, пообещал поселить в доме. Эта легенда существует в изложении старейшего кузнецкого учителя П. Г. Зенкова, воспоминания которого хранятся в архиве краеведческого музея. Дом простоял пустым до 1830 года, а затем был продан нарымским золотопромышленникам Родюковым, которые бывали в Кузнецке лишь наездами. Впоследствии при перекладке печи в дымоходе было найдено много стеклянных осколков и камушков, которые, возможно, и были местью подрядчика и причиной разных звуков. Вскоре дом, которому уже требовался серьёзный ремонт, был продан и при содействии купца Конюхова И. С. приобретён в 1837 году для Кузнецкого уездного училища.
В здании бывал Достоевский, Фёдор Михайлович
Первая в судьбе здания реставрация и приспособление его под училище и квартиры преподавателей были завершены только в 1863 году.
В 1884 году здание училища сильно пострадало в городском пожаре и было отремонтировано на личные средства известного в Кузнецке купца 2-й гильдии Степана Егоровича Попова, одновременно оплачивающего и аренду другого дома для продолжения обучения учащихся. В это же время к северному фасаду была сделана двухэтажная пристройка. В таком виде здание и сохранилось.

## Архитектура здания
Здание интересно не только как исторический, но и как архитектурный памятник сибирского гражданского зодчества XIX в., отмеченный влиянием позднего классицизма.
Дом в плане Г-образной формы, каменный, двухэтажный. И фасад здания, и его внутренняя планировка, довольно просты. Центральная ось здания выделена декоративными лопатками с пилястрами, водостоками, симметричным расположением окон. Центральная часть главного фасада, который отмечен определённой изысканностью, завершена аттиком. Окна первого этажа небольшие, а второго — удлинённые, и декор их наличников выполнен в традициях сибирского деревянного зодчества, своим рисунком имитируя в камне форму деревянной лобовой доски. После пожара 1884 года здание было изменено: к северному фасаду пристроен двухэтажный объём с входным узлом, на главном фасаде появился аттик с фигурными столбиками, медальонами и поясками сухариков. Крыша дома четырёхскатная, по западному и восточному фасадам пристройки имеются фронтончики. Почти без изменений сохранившаяся внутренняя планировка здания довольно проста. Комнаты первого этажа с небольшими окнами низкие, комнаты второго этажа значительно выше, двери в них двустворчатые, филёнчатые, карнизы с лепными тягами.

## Уездное училище
В связи с реформой в области народного образования 1803-1804 годов, проведенной при Александре I, с 1817 по 1826 год в Сибири открывается 13 уездных училищ, в том числе в 1826 году и в Кузнецке, где оно стало первым учебным заведением города.
Училище, располагавшееся вначале в съёмной комнате его первого учителя и смотрителя Н. И. Ананьина, уделявшего большое внимание формированию библиотеки, спустя несколько месяцев открылось в деревянном доме, в 1844-1860 гг. обучало учащихся на квартирах, и только в 1863 году состоялся переезд училища в специально приспособленное для него здание.
С 1860 года в течение более двадцати лет училищем руководил Фёдор Алексеевич Булгаков, отец Валентина Булгакова, последнего секретаря Льва Толстого, а затем директора Дома-музея Л. Н. Толстого в «Ясной поляне».
Жители Кузнецка долгое время не принимали государственных школ, поэтому в разные годы XIX века в училище обучалось от 14 до 91 ученика и к началу XX столетия их количество не превышало сотни человек. Это учебное заведение, служившее продолжением приходского училища и подготовительным заведением для гимназии, было сперва одноклассным, затем двухклассным: 3 года обучались в первом классе и 2 года — во втором, с 1828 года училище становится трёхклассным, а в начале XX века преобразовано в городское.
Впоследствии училище ещё не раз меняло свой адрес и статус: в 1912 году оно стало Высшим начальным училищем, в 1920 - Единой трудовой школой 2-й ступени, которая в 1924 году была преобразована в девятилетку с педагогическим уклоном, а в 1930-м году - среднюю школу, десятилетку, получившую в 1932 году № 10 (с 1996 года — гимназия № 10). Одно время помещение бывшего Уездного училища занимал детский сад и детский дом. В середине XX века в здании находился сельскохозяйственный техникум.

## Филиал краеведческого музея

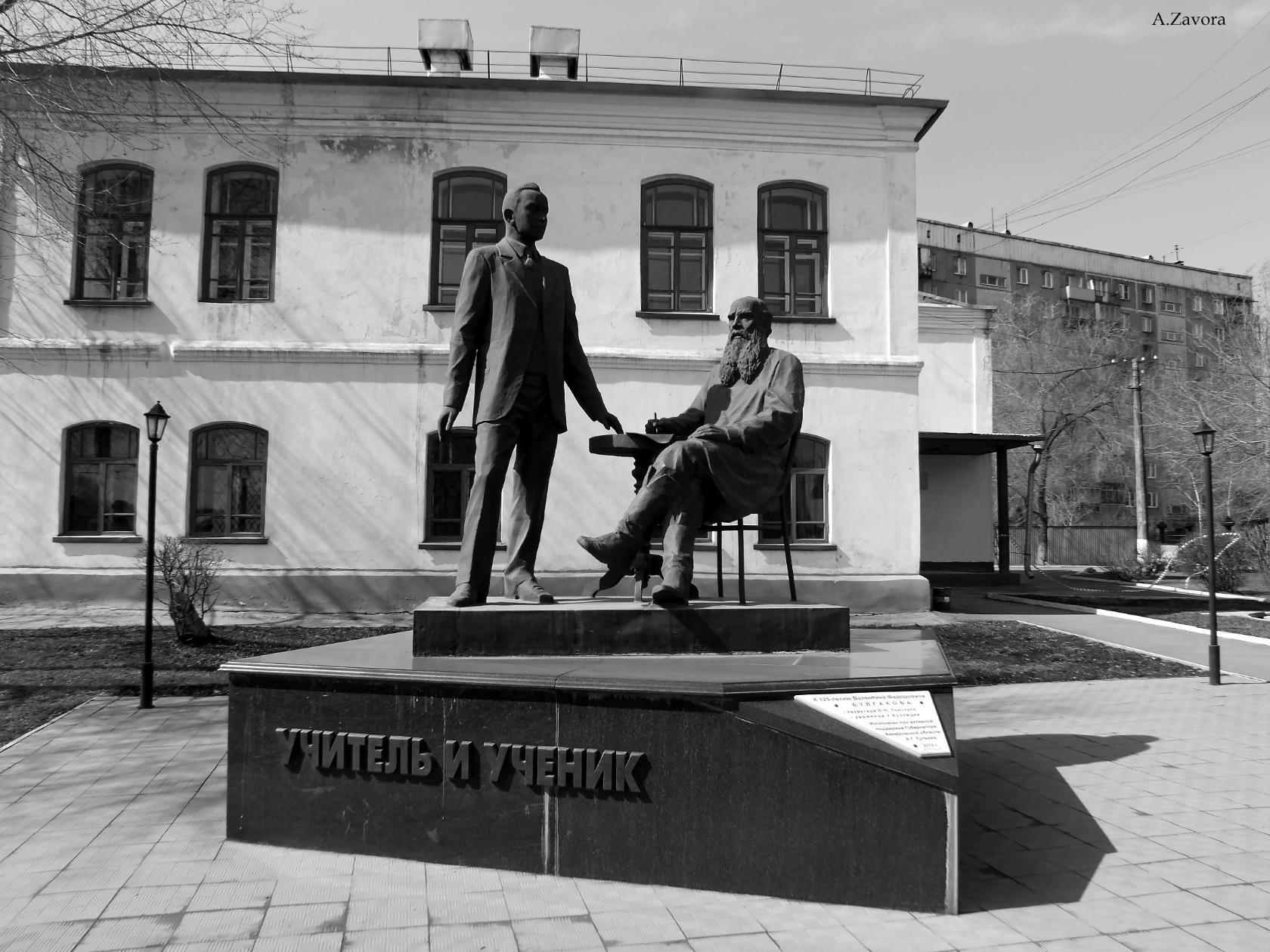
Памятник «Учитель и ученик» на территории филиала Новокузнецкого краеведческого музея

В 1999 году в здании бывшего уездного училища был открыт филиал Новокузнецкого краеведческого музея, где созданы постоянные выставки:
- «Из истории уездного училища» — об истории здания, о создании и работе уездного училища;
- «В гостях у кузнечан» — об укладе жизни кузнечан, их промыслах и ремёслах в конце XIX — начале XX вв.;
- «Кабинет Булгаковых» — о сподвижнике Льва Толстого В. Ф. Булгакове и его семье;
- «Мебель прошлых лет» — об условиях жизни и стиле одежды зажиточных горожан в воссозданном интерьере комнаты конца XIX — начала XX вв.;
- «Встреча на лесной тропе» — о представителях лесной фауны региона.

В 2010 году на территории филиала Новокузнецкого краеведческого музея к 125-летию со дня рождения Валентина Федоровича Булгакова — выпускника Кузнецкого уездного училища, посвятившего свою жизнь изучению и сохранению литературного наследия Л. Н. Толстого, был установлен и открыт памятник «Учитель и ученик». Автор памятника - заслуженный художник России, скульптор из Улан-Удэ Александр Михайлович Миронов.